# Inglaterra en la Copa Mundial de Fútbol de 1958
Inglaterra es una de las 16 selecciones participantes en la Copa Mundial de Fútbol de Suecia 1958, la que es su tercer participación consecutiva en un mundial.

## Clasificación

### Grupo 1
| Pos. | Equipo     | Pts. | PJ | G | E | P | GF | GC | Dif. | Clasificación           |     | ENG | IRL | DEN |
| ---- | ---------- | ---- | -- | - | - | - | -- | -- | ---- | ----------------------- | --- | --- | --- | --- |
| 1    | Inglaterra | 10   | 4  | 3 | 1 | 0 | 15 | 5  | +10  | Clasifica a Suecia 1958 |     | —   | 5–1 | 5–2 |
| 2    | Irlanda    | 7    | 4  | 2 | 1 | 1 | 6  | 7  | −1   |                         |     | 1–1 | —   | 2–1 |
| 3    | Dinamarca  | 0    | 4  | 0 | 0 | 4 | 4  | 13 | −9   |                         | 1–4 | 0–2 | —   |     |

 Fuente: 

## Jugadores
Estos fueron los 22 jugadores convocados para el torneo, pero Alan Hodgkinson y Maurice Setters no hicieron el viaje a Suecia:

## Resultados
Inglaterra fue eliminada en el grupo 4.
| País            | J | G | E | P | GF | GC | PTS |
| --------------- | - | - | - | - | -- | -- | --- |
| Brasil          | 3 | 2 | 1 | 0 | 5  | 0  | 5   |
| Unión Soviética | 3 | 1 | 1 | 1 | 4  | 4  | 3   |
| Inglaterra      | 3 | 0 | 3 | 0 | 4  | 4  | 3   |
| Austria         | 3 | 0 | 1 | 2 | 2  | 7  | 1   |

| 8 de junio de 1958 | Unión Soviética              | 2-2     | Inglaterra                    | Ullevi, Gothenburg                                |                                                   |
|                    | Simonyan 13' · A. Ivanov 55' | Reporte | Kevan 66' · Finney 85' (pen.) | Asistencia: 49 348 espectadores Árbitro(s): Zsolt | Asistencia: 49 348 espectadores Árbitro(s): Zsolt |

| 11 de junio de 1958                                                                | Brasil | 0-0     | Inglaterra | Ullevi, Gothenburg                                |                                                   |
|                                                                                    |        | Reporte |            | Asistencia: 40 895 espectadores Árbitro(s): Dusch | Asistencia: 40 895 espectadores Árbitro(s): Dusch |
| Primer partido en las historia de la Copa Mundial de Fútbol que termina sin goles. |        |         |            |                                                   |                                                   |

| 15 de junio de 1958 | Inglaterra             | 2-2     | Austria                 | Ryavallen, Borås                                       |                                                        |
|                     | Haynes 56' · Kevan 73' | Reporte | Koller 16' · Körner 70' | Asistencia: 15 872 espectadores Árbitro(s): Bronkhorst | Asistencia: 15 872 espectadores Árbitro(s): Bronkhorst |

| 17 de junio de 1958                                           | Unión Soviética | 1-0     | Inglaterra | Ullevi, Gothenburg                                |                                                   |
|                                                               | Ilyin 68'       | Reporte |            | Asistencia: 23 182 espectadores Árbitro(s): Dusch | Asistencia: 23 182 espectadores Árbitro(s): Dusch |
| Partido de desempate para definir al segundo lugar del grupo. |                 |         |            |                                                   |                                                   |